# Iveco TurboTech
Der TurboTech war eine schwere Nutzfahrzeug-Baureihe des Herstellers Iveco und wurde zwischen 1990 und 1993 als modellgepflegter Nachfolger der Iveco T-Reihe gebaut, der optisch an den Iveco TurboStar angeglichen wurde. Während der TurboStar mit Großraumkabine ausgestattet war und auch mit V8-Motor angeboten wurde, gab es den TurboTech mit den schmaleren Normal- und Fernfahrerhäusern und ausschließlich mit Reihensechszylinder.
Für den europäischen Markt wurde er in Ulm und Turin gebaut, für den südamerikanischen Markt auch in Brasilien und Argentinien. Aus Europa wurden auch Exemplare nach Australien exportiert.
Die Turbotech-Serie wurde bis 1993 produziert und durch den Iveco EuroTech ersetzt.

## Bauarten
- Lastwagen 4×2 (Iveco 190-xx)
- Sattelzugmaschinen 4×2 (Iveco 190-xx T)
- Lastwagen 6×2 mit Nachlauf-Liftachse (Iveco 240-xx P)
- Sattelzugmaschinen 6×2 (Iveco 220-xx PT)

## Motorisierung
- Iveco 8460.21, R6, 9.500 cm³ Hubraum: 177–192 kW (240–260 PS)
- Iveco 8460.41, R6, 9.500 cm³ Hubraum: 234 kW (318 PS)
- Iveco 8210.42, R6, 13.798 cm³ Hubraum: 277 kW (377 PS)